# 黑叶楠
黑叶楠（学名：Phoebe nigrifolia），为樟科楠属下的一个种。

## 扩展阅读
維基物種上的相關：黑叶楠